# The Rolling Stones Box Set
The Rolling Stones Box Set abarca todos los 14 álbumes de estudio posteriores a 1970, todas las placas que incluye el box set fueron remasterizadas también se encuentra la versión de un solo disco Exile On Main Street.

## Álbumes
- Todos estos álbumes de estudio están disponibles en el box set. Los álbumes de 1 a 11 fueron lanzados por Rolling Stones Records y del 12 a 14 lanzados por Virgin Records.[4]

1. Sticky Fingers (1971)
2. Exile on Main St. (1972)
3. Goats Head Soup (1973)
4. It's Only Rock 'n' Roll (1974)
5. Black and Blue (1976)
6. Some Girls (1978)
7. Emotional Rescue (1980)
8. Tattoo You (1981)
9. Undercover (1983)
10. Dirty Work (1986)
11. Steel Wheels (1989)
12. Voodoo Lounge (1994)
13. Bridges to Babylon (1997)
14. A Bigger Bang (2005)